# Gung Ho (série de televisão)
Gung Ho é uma Sitcom estadunidense de 1986 baseada no filme homônimo, que em português é conhecido como Brasil: Fábrica de Loucuras / Portugal: A Fábrica das Loucuras. Todos os atores asiáticos do filme homônimo fizeram seus mesmos papéis, e Clint Howard foi o único ator estadunidense do filme que apareceu na série.
O seriado, que foi ao ar na emissora ABC, teve apenas uma temporada com nove episódios produzidos entre 1986 e 1987, os quais foram exibidos originalmente de 5 de dezembro de 1986 até 9 de fevereiro de 1987.

## Sinopse
Assim como no filme homônimo, a Sitcom televisiva segue as façanhas de Hunt Stevenson (aqui, interpretada por Scott Bakula em oposição a Michael Keaton no filme), um descontraído funcionário americano de uma empresa automobilística japonesa (Assan Motors) em Hadleyville. Pensilvânia. Grande parte do humor surgiu dos abundantes confrontos entre Hunt e o novo gerente da fábrica japonesa, Kaz Kazuhiro (Gedde Watanabe, que estava reprisando seu papel no filme) enquanto procurava maneiras de superar a lacuna cultural entre eles.

## Elenco
Todos os atores asiáticos do filme homônimo fizeram seus mesmos papéis, e Clint Howard foi o único ator estadunidense do filme que apareceu na série.
| Ator                | Personagem     |
| ------------------- | -------------- |
| Scott Atari         | Kenji          |
| Scott Bakula        | Hunt Stevenson |
| Heidi Banks         | Randi          |
| Clint Howard        | Googie         |
| Rodney Kageyama     | Ito            |
| Stephen Lee         | Buster         |
| Gedde Watanabe      | Kaz Kazuhiro   |
| Patti Yasutake      | Umeki Kazuhiro |
| Sab Shimono         | Saito          |
| Mary-Margaret Humes | Melissa        |
| Wendy Schaal        | Kelly          |
| Kenneth Kimmins     | Wacky Wally    |
| Emily Kuroda        | Yukiko         |

## Lista de Episódios
| No. | Título Original (em inglês)      | Dirigido por | Roteirizado por | Data em que originalmente foi ao ar | Sinopse do Episódio |
| --- | -------------------------------- | ------------ | --------------- | ----------------------------------- | --- |
| 1   | Pilot                            |              |                 | 5 de dezembro de 1986               | Hunt, atuando como contato do trabalho com a administração, tenta restaurar o trabalho de um colega que expressou sua opinião sobre um novo livro de regras para os funcionários.. |
| 2   | Line of Credit                   |              |                 | 12 de dezembro de 1986              | Hunt usa um novo cartão de crédito da empresa para entreter uma data, uma ação que o coloca de volta na linha de montagem.                                                         |
| 3   | Talk of the Town                 |              |                 | 26 de dezembro de 1986              | Hunt convida Kaz para uma reunião cívica, onde a conversa direta de Kaz é um sucesso entre a multidão depois que as divagações de Hunt terminam.                                   |
| 4   | Sick and Tired                   |              |                 | 2 de janeiro de 1987                | A gripe coloca Kaz na cama, deixando Saito no comando, assim como um repórter (Earl Boen) chega para fazer uma reportagem sobre a cooperação entre os americanos e os japoneses.   |
| 5   | Love Me Tender                   |              |                 | 9 de janeiro de 1987                | Hunt se proclama um homem de uma só mulher, mas Kaz e Umeki têm evidências de que sua namorada não é similarmente inclinada.                                                       |
| 6   | Help Wanted                      |              |                 | 16 de janeiro de 1987               | Hunt encoraja Umeki a conseguir um emprego vendendo TVs e aparelhos de som, mas Kaz fica indignado com a ideia de sua esposa trabalhar.                                            |
| 7   | Kaz Over Easy                    |              |                 | 23 de janeiro de 1987               | Quando o amigo viciado em trabalho de Kaz, do Japão, morre de ataque cardíaco, Kaz altera drasticamente seus próprios hábitos de trabalho.                                         |
| 8   | Where the Boys Are               |              |                 | 30 de janeiro de 1987               | Umeki não pode contatar Kaz para lhe dizer que o protótipo que ele pretende apresentar no salão do automóvel foi totalizado em trânsito                                            |
| 9   | Brother, Can You Spare a Dollar? |              |                 | 6 de fevereiro de 1987              | Uma visita do irmão de Hunt, Eddie (Marc Poppel), um corretor de commodities de Chicago, estimula a rivalidade entre irmãos.                                                       |